# 平野儀一
平野 儀一（ひらの ぎいち、1891年（明治24年）7月20日 - 1947年（昭和22年）5月12日）は、大日本帝国陸軍軍人。最終階級は陸軍少将。兵科は歩兵科。

## 経歴
1891年（明治24年）に静岡県で生まれた。陸軍士官学校第26期卒業。1940年（昭和15年）3月に独立歩兵第63大隊長（第11軍・独立混成第14旅団）に就任し、1941年（昭和16年）3月に陸軍大佐に進級。九江の守備に任じ、第一次長沙作戦では平野支隊を率いて洞庭湖から長沙に突撃した。1942年（昭和17年）12月には大別山系で治安維持作戦に当たっている。1943年（昭和18年）3月に歩兵第36連隊長（関東軍・第1方面軍・第28師団）に転じ、ハルビンに駐屯した。1944年（昭和19年）7月に同連隊は第10方面軍・第32軍隷下に編入され、南大東島で守備に任じた。沖縄戦直前の1945年（昭和20年）2月26日に第23軍司令部附となり、広東省に転じ、4月15日に歩兵第92旅団長（第23軍・第129師団）に就任し、6月10日に陸軍少将に進級した。恵州で警備に任じたが、終戦直前にはバイアス湾への米軍上陸に備え、陣地構築を指導する中で終戦を迎えた。
終戦後「兵を用いて人民に災いす」という容疑で、国民革命軍に戦犯として逮捕されたが、具体的な罪状は不明。広東法廷で死刑判決が下り、1947年（昭和22年）5月12日に銃殺された。